# Hein Müller
Hein Müller (* 6. Dezember 1903 in Köln; † 29. April 1945 in Berlin) war ein deutscher Boxer. Hein Müller wurde sowohl Europameister bei den Amateuren als auch bei den Profis.

## Leben
Bei den Boxeuropameisterschaften 1927 in Berlin gewann Hein Müller, der 1925 deutscher Meister im Weltergewicht, 1926 deutscher Meister im Mittelgewicht und 1927 deutscher Meister im Halbschwergewicht wurde, die Europameisterschaft im Halbschwergewicht vor Karel Miljon aus den Niederlanden und Clas Engström aus Schweden. Nach diesem Erfolg wechselte Hein Müller noch 1927 in das Lager der Profis, sein Debüt gab er in Köln am 4. Oktober 1927 mit einem K.-o.-Sieg über den Italiener Carlo Scotti. Am 1. Februar 1929 gewann er mit einem Sieg über Hein Heeser den deutschen Halbschwergewichtstitel.
Seine erste Niederlage musste Müller am 27. Juni 1929 im Kampf um die Europameisterschaft gegen den Italiener Michele Bonaglia einstecken. Er wechselte danach bald ins Schwergewicht. 1931 wurde er mit einem Sieg über Hans Schonrath deutscher Schwergewichtsmeister. Noch im selben Jahr trat er gegen den Belgier Pierre Charles im Kampf um den Europameistertitel an. Im Berliner Post-Stadion gewann Hein Müller nach Punkten. Im Januar 1932 verteidigte Müller den Titel in Leicester mit einem K.-o.-Sieg über Reggie Meen aus Großbritannien. Am 28. Mai 1932 verlor Hein Müller seinen Europameistertitel in Brüssel an Pierre Charles, dem damit die Revanche erfolgreich glückte. 1932/33 musste Müller zwei K.-o.-Niederlagen gegen Otto von Porat (Norwegen) und dem noch unbesiegten Jack Petersen aus Wales einstecken. Gegen Petersen ging Müller bereits in der ersten Runde zu Boden.
1933 sollte er noch seine deutsche Meisterschaft im Schwergewicht gegen Vincenz Hower verteidigen. Der erste Kampf am 25. Juni in Köln wurde abgebrochen. Der Wiederholungskampf fünf Tage später endete unentschieden. Am 9. März 1934 verlor schließlich Müller im dritten Aufeinandertreffen in Berlin nach Punkten. Hein Müller bestritt daraufhin im November seinen letzten Kampf gegen Erwin Klein, gegen den er durch technischen K. o. unterlag.
Aufgrund einer Sehnervenschädigung war Hein Müller zunächst im Zweiten Weltkrieg vom Wehrdienst befreit. Zwei Monate vor Ende wurde er dennoch in den Volkssturm eingezogen und Ende April in der Nähe seiner Wohnung in Berlin tödlich von einem Geschoss getroffen.

## Seine Meisterschaftskämpfe
(EM = Europameisterschaft, DM = deutsche Meisterschaft, Hsg = Halbschwergewicht, Sg = Schwergewicht)
| Datum           | Ort       | Wettbewerb | Gewichtsklasse | Gegner                 | Ergebnis                       |
| --------------- | --------- | ---------- | -------------- | ---------------------- | ------------------------------ |
| 1. Februar 1929 | Köln      | DM         | Hsg            | Hein Heeser            | Punktsieg                      |
| 27. Juni 1929   | Turin     | EM         | Hsg            | Michele Bonaglia (ITA) | TKO-Niederlage in der 4. Runde |
| 1. Februar 1931 | Dortmund  | DM         | Sg             | Hans Schonrath         | Punktsieg                      |
| 30. August 1931 | Berlin    | EM         | Sg             | Pierre Charles (BEL)   | Punktsieg                      |
| 4. Januar 1932  | Leicester | EM         | Sg             | Reggie Meen (GBR)      | KO-Sieg in der 4. Runde        |
| 28. Mai 1932    | Brüssel   | EM         | Sg             | Pierre Charles (BEL)   | Punktniederlage                |
| 25. Juni 1933   | Köln      | DM         | Sg             | Vincenz Hower          | Abbruch                        |
| 30. Juni 1933   | Köln      | DM         | Sg             | Vincenz Hower          | Unentschieden                  |
| 9. März 1934    | Berlin    | DM         | Sg             | Vincenz Hower          | Punktniederlage                |